# Copa Colsanitas 1999 - Qualificazioni singolare
Le qualificazioni del singolare  del Copa Colsanitas 1999 sono state un torneo di tennis preliminare per accedere alla fase finale della manifestazione. I vincitori dell'ultimo turno sono entrati di diritto nel tabellone principale. In caso di ritiro di uno o più giocatori aventi diritto a questi sono subentrati i lucky loser, ossia i giocatori che hanno perso nell'ultimo turno ma che avevano una classifica più alta rispetto agli altri partecipanti che avevano comunque perso nel turno finale.

## Giocatrici

### Teste di serie
1. Alice Canepa (ultimo turno, Lucky Loser)
2. Jelena Dokić (ultimo turno)
3. Tracy Singian (primo turno)
4. Sybille Bammer (primo turno)

1. Martina Nejedly (secondo turno)
2. Kristina Triska (secondo turno)
3. Luciana Masante (qualificata)
4. Celeste Contin (qualificata)

### Qualificate
1. Luciana Masante
2. Cristina Arribas

1. Celeste Contin
2. Romina Ottoboni

#### Lucky Losers
1. Alice Canepa

## Tabellone qualificazioni

### Legenda
| - Q = Qualificato - WC = Wild card - LL = Lucky loser | - ALT = Alternate - SE = Special Exempt - PR = Protected Ranking | - w/o = Walkover - r = Ritirato - d = Squalificato |

### Sezione 1
|  | Primo turno | Primo turno         | Primo turno         | Primo turno  | Primo turno  |  |  | Secondo turno | Secondo turno       | Secondo turno      | Secondo turno   | Secondo turno |   |   | Ultimo turno | Ultimo turno | Ultimo turno | Ultimo turno | Ultimo turno |  |
|  |             |                     |                     |              |              |  |  |               |                     |                    |                 |               |   |   |              |              |              |              |              |  |
|  | 1           | Alice Canepa        | Alice Canepa        | Alice Canepa | Alice Canepa |  |  |               |                     |                    |                 |               |   |   |              |              |              |              |              |  |
|  |             | Bye                 | Bye                 | Bye          | Bye          |  |  | 1             | Alice Canepa        | 5                  | 6               | 7             |   |   |              |              |              |              |              |  |
|  |             | María Eugenia Rojas | María Eugenia Rojas | 6            | 6            |  |  |               | María Eugenia Rojas | 7                  | 2               | 5             |   |   |              |              |              |              |              |  |
|  | WC          | Marcela Monroy      | Marcela Monroy      | 1            | 1            |  |  |               |                     |                    |                 |               |   |   | 1            | Alice Canepa | 2            | 6            | 2            |  |
|  |             | Jennifer Tinnacher  | Jennifer Tinnacher  | 7            | 6            |  |  |               |                     | 7                  | Luciana Masante | 6             | 0 | 6 |              |              |              |              |              |  |
|  |             | Sylvia Schenck      | Sylvia Schenck      | 65           | 2            |  |  |               | Jennifer Tinnacher  | Jennifer Tinnacher | 1               | 0             |   |   |              |              |              |              |              |  |
|  | WC          | Diana Olave         | Diana Olave         | 3            | 5            |  |  | 7             | Luciana Masante     | Luciana Masante    | 6               | 6             |   |   |              |              |              |              |              |  |
|  | 7           | Luciana Masante     | Luciana Masante     | 6            | 7            |  |  |               |                     |                    |                 |               |   |   |              |              |              |              |              |  |

### Sezione 2
|  | Primo turno | Primo turno      | Primo turno      | Primo turno | Primo turno |  |  | Secondo turno | Secondo turno    | Secondo turno    | Secondo turno   | Secondo turno   |    |   | Ultimo turno | Ultimo turno     | Ultimo turno     | Ultimo turno | Ultimo turno |  |
|  |             |                  |                  |             |             |  |  |               |                  |                  |                 |                 |    |   |              |                  |                  |              |              |  |
|  | 3           | Tracy Singian    | Tracy Singian    | 3           | 2           |  |  |               |                  |                  |                 |                 |    |   |              |                  |                  |              |              |  |
|  |             | Dora Krstulović  | Dora Krstulović  | 6           | 6           |  |  |               | Dora Krstulović  | Dora Krstulović  | 5               | 4               |    |   |              |                  |                  |              |              |  |
|  | WC          | Catalina Isaza   | Catalina Isaza   | 3           | 2           |  |  |               | Cristina Arribas | Cristina Arribas | 7               | 6               |    |   |              |                  |                  |              |              |  |
|  |             | Cristina Arribas | Cristina Arribas | 6           | 6           |  |  |               |                  |                  |                 |                 |    |   |              | Cristina Arribas | Cristina Arribas | 7            | 6            |  |
|  |             | Giana Gutiérrez  | Giana Gutiérrez  | 6           | 6           |  |  |               |                  |                  | Giana Gutiérrez | Giana Gutiérrez | 62 | 4 |              |                  |                  |              |              |  |
|  | WC          | Catalina Acosta  | Catalina Acosta  | 0           | 0           |  |  |               | Giana Gutiérrez  | Giana Gutiérrez  | 6               | 6               |    |   |              |                  |                  |              |              |  |
|  |             | Laura Montalvo   | Laura Montalvo   | 6           | 6           |  |  |               | Laura Montalvo   | Laura Montalvo   | 3               | 4               |    |   |              |                  |                  |              |              |  |
|  | 6           | Kristina Triska  | Kristina Triska  | 4           | 1           |  |  |               |                  |                  |                 |                 |    |   |              |                  |                  |              |              |  |

### Sezione 3
|  | Primo turno | Primo turno            | Primo turno        | Primo turno | Primo turno |  |  | Secondo turno | Secondo turno        | Secondo turno        | Secondo turno  | Secondo turno |   |   | Ultimo turno | Ultimo turno   | Ultimo turno | Ultimo turno | Ultimo turno |  |
|  |             |                        |                    |             |             |  |  |               |                      |                      |                |               |   |   |              |                |              |              |              |  |
|  | 8           | Celeste Contin         | Celeste Contin     | 6           | 6           |  |  |               |                      |                      |                |               |   |   |              |                |              |              |              |  |
|  | WC          | María Claudia Romo     | María Claudia Romo | 1           | 1           |  |  | 8             | Celeste Contin       | 6                    | 5              | 6             |   |   |              |                |              |              |              |  |
|  |             | Adrienn Hegedűs        | 6                  | 3           | 6           |  |  |               | Adrienn Hegedűs      | 2                    | 7              | 2             |   |   |              |                |              |              |              |  |
|  |             | María Adelaida Agudelo | 1                  | 6           | 1           |  |  |               |                      |                      |                |               |   |   | 8            | Celeste Contin | 6            | 62           | 6            |  |
|  |             | Viviana Rojas Millán   | 5                  | 7           | 6           |  |  |               |                      |                      | Melisa Arevalo | 3             | 7 | 3 |              |                |              |              |              |  |
|  |             | Ana Carolina Martínez  | 7                  | 5           | 2           |  |  |               | Viviana Rojas Millán | Viviana Rojas Millán | 2              | 2             |   |   |              |                |              |              |              |  |
|  |             | Melisa Arevalo         | 0                  | 6           | 6           |  |  |               | Melisa Arevalo       | Melisa Arevalo       | 6              | 6             |   |   |              |                |              |              |              |  |
|  | 4           | Sybille Bammer         | 6                  | 4           | 3           |  |  |               |                      |                      |                |               |   |   |              |                |              |              |              |  |

### Sezione 4
|  | Primo turno | Primo turno          | Primo turno          | Primo turno | Primo turno |  |  | Secondo turno | Secondo turno   | Secondo turno   | Secondo turno | Secondo turno |   |   | Ultimo turno | Ultimo turno    | Ultimo turno | Ultimo turno | Ultimo turno |  |
|  |             |                      |                      |             |             |  |  |               |                 |                 |               |               |   |   |              |                 |              |              |              |  |
|  | 5           | Martina Nejedly      | Martina Nejedly      | 4           | 4           |  |  |               |                 |                 |               |               |   |   |              |                 |              |              |              |  |
|  |             | Romina Ottoboni      | Romina Ottoboni      | 6           | 6           |  |  |               | Romina Ottoboni | Romina Ottoboni | 6             | 6             |   |   |              |                 |              |              |              |  |
|  |             | Candice Jairala      | 3                    | 6           | 2           |  |  |               | Jenny Andrade   | Jenny Andrade   | 1             | 0             |   |   |              |                 |              |              |              |  |
|  |             | Jenny Andrade        | 6                    | 2           | 6           |  |  |               |                 |                 |               |               |   |   |              | Romina Ottoboni | 4            | 7            | 6            |  |
|  |             | Ana María Simanca    | Ana María Simanca    | 4           | 2           |  |  |               |                 | 2               | Jelena Dokić  | 6             | 5 | 4 |              |                 |              |              |              |  |
|  |             | Vanessa Henke        | Vanessa Henke        | 6           | 6           |  |  |               | Vanessa Henke   | Vanessa Henke   | 2             | 2             |   |   |              |                 |              |              |              |  |
|  |             | Martha Garzón Elkins | Martha Garzón Elkins | 2           | 0           |  |  | 2             | Jelena Dokić    | Jelena Dokić    | 6             | 6             |   |   |              |                 |              |              |              |  |
|  | 2           | Jelena Dokić         | Jelena Dokić         | 6           | 6           |  |  |               |                 |                 |               |               |   |   |              |                 |              |              |              |  |